# Keramat Jaya (Pulau Burung)
Keramat Jaya is een bestuurslaag in het regentschap Indragiri Hilir van de provincie Riau, Indonesië. Keramat Jaya telt 291 inwoners (volkstelling 2010).